# 연봉도서관
연봉도서관은 강원특별자치도 홍천군 홍천읍에 있는 도서관이다.

## 연혁
- 2014년 9월 25일 연봉도서관 개관

## 시설현황
- 지상 3층: 열람실, 문화강좌실, 시청각실, 야외데크
- 지상 2층: 일반자료실, 사무실, 통신실
- 지상 1층: 어린이자료실, 유아자료실, 수유실, 북카페
- 지하 1층: 전기실, 기계실

## 이용 안내
이용 시간
- 열람실: 09:00 ~ 22:00
- 자료실, 시청각실 등: 09:00 ~ 18:00

휴관일
- "관공서의 공휴일에 관한 규정"에 의한 공휴일중 일요일을 제외한 공휴일(다만, 일요일과 관공서의 기타 공휴일이 겹치는 경우에는 휴관)
- 기타 군수가 필요하다고 인정한 날